# ジョン・ブライ (第3代ダーンリー伯爵)
第3代ダーンリー伯爵ジョン・ブライ（英語: John Bligh, 3rd Earl of Darnley 1719年10月1日 - 1781年7月31日）は、イギリス（グレートブリテン王国）の貴族、政治家。

## 略歴
初代ダーンリー伯爵ジョン・ブライ、その妻である第10代クリフトン女男爵シアドゥーシア（第3代クラレンドン伯爵エドワード・ハイドの三女）の間に生まれる。
1735年5月13日にオックスフォード大学マートン・カレッジに入学。1738年7月13日、文学士（Master of Arts）の学位を取得した。
アイルランド議会の議員として活動する傍ら、1741年にグレートブリテン議会議員に当選した。1747年、兄エドワードの死に伴い爵位を継承する。
伯爵位は長男のジョンが継承した。

## 家族
1766年9月11日、メアリー・ストイトと結婚。7人の子宝に恵まれた。
- ジョン（1767年 - 1831年）：第4代伯爵
- エドワード（英語版）閣下（1769年 - 1840年）：陸軍軍人
- メアリー嬢（？ - 1796年）：第2代準男爵サー・ローレンス・パークと結婚
- シアドゥーシア嬢（1771年 - 1840年）：トマス・ブライと結婚
- サラ嬢（1772年 - 1797年）
- キャサリン嬢（1775年 - 1812年）：1804年に陸軍軍人、政治家のチャールズ・ステュワート（後の第3代ロンドンデリー侯爵）と結婚（先妻）[4]。
- ウィリアム閣下（1775年 - 1845年）：陸軍軍人